# Fußball-Club Bayern München 1989-1990
Questa voce raccoglie le informazioni riguardanti il Fußball-Club Bayern München nelle competizioni ufficiali della stagione 1989-1990.

## Stagione

Il neoacquisto Jürgen Kohler alle prese con il milanista van Basten, suo storico rivale, nella semifinale di andata della Coppa dei Campioni

In questa stagione il Bayern viene eliminato negli ottavi di finale della coppa nazionale dallo Stoccarda, che sconfigge i bavaresi per 3-0; la squadra conquista però l'undicesimo titolo nazionale staccando di sei punti il Colonia. Nella Coppa dei Campioni, invece, i tedeschi giungono imbattuti sino alle semifinali; sono qui fermati dai futuri vincitori del Milan, che hanno la meglio ai tempi supplementari.

## Maglie e sponsor
In questa stagione viene introdotto sulle maglie della squadra lo sponsor Opel in sostituzione di quello precedente. Nessuna modifica di rilievo per le divise (firmate Adidas), limitate alla colorazione del colletto che ora diviene rosso: viene aggiunta tuttavia una terza maglia di colore verde e giallo.
| Casa | Trasferta | Terza divisa |

## Rosa
| N. |                     | Ruolo | Calciatore         |
| -- | ------------------- | ----- | ------------------ |
|    | Germania (bandiera) | P     | Raimond Aumann     |
|    | Germania (bandiera) | P     | Sven Scheuer       |
|    | Germania (bandiera) | D     | Klaus Augenthaler  |
|    | Germania (bandiera) | D     | Roland Grahammer   |
|    | Germania (bandiera) | D     | Thomas Kastenmaier |
|    | Germania (bandiera) | D     | Jürgen Kohler      |
|    | Germania (bandiera) | D     | Hans Pflügler      |
|    | Germania (bandiera) | D     | Stefan Reuter      |
|    | Germania (bandiera) | C     | Manfred Bender     |

| N. |                                 | Ruolo | Calciatore         |
| -- | ------------------------------- | ----- | ------------------ |
|    | Germania (bandiera)             | C     | Hans Dorfner       |
|    | Germania (bandiera)             | C     | Hans-Dieter Flick  |
|    | Germania (bandiera)             | C     | Ludwig Kögl        |
|    | Germania (bandiera)             | C     | Manfred Schwabl    |
|    | Germania (bandiera)             | C     | Thomas Strunz      |
|    | Germania (bandiera)             | C     | Olaf Thon          |
|    | Scozia (bandiera)               | A     | Alan McInally      |
|    | Bosnia ed Erzegovina (bandiera) | A     | Radmilo Mihajlović |
|    | Germania (bandiera)             | A     | Roland Wohlfarth   |

## Organigramma societario
Area direttiva
- Presidente: Fritz Scherer
- Direttore Generale: Uli Hoeneß

Area tecnica
- Allenatore: Jupp Heynckes
- Allenatore in seconda: Egon Coordes
- Preparatore dei portieri:
- Preparatori atletici:

## Calciomercato

### Sessione estiva
| Acquisti | Acquisti           | Acquisti          | Acquisti |
| R.       | Nome               | da                | Modalità |
| -------- | ------------------ | ----------------- | -------- |
| C        | Manfred Bender     | Unterhaching      |          |
| D        | Thomas Kastenmaier | TSV Milbertshofen |          |
| D        | Jürgen Kohler      | Colonia           |          |
| A        | Alan McInally      | Aston Villa       |          |
| A        | Radmilo Mihajlović | Dinamo Zagabria   |          |
| C        | Manfred Schwabl    | Norimberga        |          |
| C        | Thomas Strunz      | Duisburg          |          |

| Cessioni | Cessioni          | Cessioni          | Cessioni |
| R.       | Nome              | a                 | Modalità |
| -------- | ----------------- | ----------------- | -------- |
| D        | Erland Johnsen    | Chelsea           |          |
| C        | Armin Eck         | Amburgo           |          |
| A        | Johnny Ekström    | Cannes            |          |
| C        | Norbert Nachtweih | Cannes            |          |
| A        | Jürgen Wegmann    | Borussia Dortmund |          |

### Sessione invernale
| Acquisti | Acquisti | Acquisti | Acquisti |
| R.       | Nome     | da       | Modalità |
| -------- | -------- | -------- | -------- |

| Cessioni | Cessioni | Cessioni | Cessioni |
| R.       | Nome     | a        | Modalità |
| -------- | -------- | -------- | -------- |

## Risultati

### Bundesliga

#### Girone di andata
| Arbitro: | Theobald |

|                                  |           |                       |
| McInally 30’, 46’ Mihajlović 89’ | Marcatori | 40’ Hausmann 84’ Türr |

| Mönchengladbach 5 agosto 1989, ore 15:30 CEST 2ª giornata | Borussia M'gladbach | 0 – 0 referto | Bayern Monaco | Bökelbergstadion (34 000 spett.)\| Arbitro: \| Osmers \| |
| Arbitro:                                                  | Osmers              |               |               |                                                          |

| Arbitro: | Broska |

|          |           |  |
| Kögl 70’ | Marcatori |  |

| Arbitro: | Krug |

|                              |           |                          |
| Kreuzer 11’, 18’ Hermann 53’ | Marcatori | 5’, 28’ Dorfner 36’ Thon |

| Arbitro: | Wiesel |

|                                                     |           |          |
| Wohlfarth 17’ Thon 31’, 82’ (rig.), 85’ Dorfner 61’ | Marcatori | 68’ Götz |

| Arbitro: | Pauly |

|             |           |  |
| Güttler 68’ | Marcatori |  |

| Arbitro: | Assenmacher |

|                                             |           |  |
| Thon 30’ Wohlfarth 31’, 90’ Kastenmaier 69’ | Marcatori |  |

| Arbitro: | Merk |

|          |           |                            |
| Bein 55’ | Marcatori | 35’ McInally 80’ Wohlfarth |

| Arbitro: | Heitmann |

|                                                         |           |                 |
| McInally 2’, 68’ Schwabl 19’ Oswald 71’ (aut.) Thon 73’ | Marcatori | 70’ (rig.) Kohn |

| Arbitro: | Weber |

|                         |           |               |
| Basualdo 43’ Walter 63’ | Marcatori | 69’ Wohlfarth |

| Arbitro: | Tritschler |

|                                   |           |  |
| Thon 9’ (rig.), 82’ Wohlfarth 51’ | Marcatori |  |

| Kaiserslautern 7 ottobre 1989, ore 15:30 CET 12ª giornata | Kaiserslautern | 0 – 0 referto | Bayern Monaco | Fritz-Walter-Stadion (35 335 spett.)\| Arbitro: \| Barnick \| |
| Arbitro:                                                  | Barnick        |               |               |                                                               |

| Arbitro: | Mierswa |

|                        |           |                          |
| Augenthaler 60’ (aut.) | Marcatori | 5’ Schwabl 32’ Wohlfarth |

| Arbitro: | Steinborn |

|  |           |             |
|  | Marcatori | 14’ Leśniak |

| Arbitro: | Broska |

|  |           |                       |
|  | Marcatori | 79’ Strunz 86’ Bender |

| Arbitro: | Neuner |

|                 |           |            |
| Kögl 68’ (rig.) | Marcatori | 83’ Riedle |

| Arbitro: | Wiesel |

|                         |           |                      |
| Breitzke 73’ Möller 74’ | Marcatori | 26’ Flick 28’ Strunz |

#### Girone di ritorno
| Arbitro: | Weber |

|                                                   |           |  |
| Brunner 34’ (rig.) Türr 55’ Dusend 72’ Kristl 75’ | Marcatori |  |

| Arbitro: | Harder |

|                           |           |  |
| Wohlfarth 5’ McInally 76’ | Marcatori |  |

| Arbitro: | Richmann |

|            |           |                                  |
| Maciel 19’ | Marcatori | 16’ Mihajlović 72’, 90’ McInally |

| Arbitro: | Kriegelstein |

|                                     |           |          |
| Wohlfarth 45’, 51’, 66’ Schwabl 62’ | Marcatori | 26’ Süss |

| Arbitro: | Theobald |

|          |           |          |
| Sturm 4’ | Marcatori | 55’ Kögl |

| Arbitro: | Osmers |

|                           |           |  |
| Augenthaler 6’ Strunz 37’ | Marcatori |  |

| Arbitro: | Assenmacher |

|  |           |                                    |
|  | Marcatori | 6’ Dorfner 68’ McInally 71’ Bender |

| Arbitro: | Pauly |

|            |           |  |
| Strunz 58’ | Marcatori |  |

| Bochum 24 marzo 1990, ore 15:30 CET 26ª giornata | Bochum | 0 – 0 referto | Bayern Monaco | Ruhrstadion (33 000 spett.)\| Arbitro: \| Harder \| |
| Arbitro:                                         | Harder |               |               |                                                     |

| Arbitro: | Krug |

|                                       |           |            |
| Wohlfarth 26’ Pflügler 65’ Kohler 70’ | Marcatori | 22’ Walter |

| Arbitro: | Wiesel |

|                      |           |                          |
| Reich 48’ Funkel 87’ | Marcatori | 34’ McInally 65’ Dorfner |

| Arbitro: | Richmann |

|                                    |           |  |
| Kögl 5’ Wohlfarth 13’ Pflügler 83’ | Marcatori |  |

| Monaco di Baviera 21 aprile 1990, ore 15:30 CEST 30ª giornata | Bayern Monaco | 0 – 0 referto | Fortuna Düsseldorf | Stadio Olimpico (25 000 spett.)\| Arbitro: \| Werner \| |
| Arbitro:                                                      | Werner        |               |                    |                                                         |

| Leverkusen 28 aprile 1990, ore 15:30 CEST 31ª giornata | Bayer Leverkusen | 0 – 0 referto | Bayern Monaco | Ulrich-Haberland-Stadion (27 000 spett.)\| Arbitro: \| Heitmann \| |
| Arbitro:                                               | Heitmann         |               |               |                                                                    |

| Arbitro: | Löwer |

|              |           |  |
| Pflügler 16’ | Marcatori |  |

| Arbitro: | Dardenne |

|                   |           |                           |
| Harttgen 28’, 38’ | Marcatori | 48’ Kohler 71’ Mihajlović |

| Arbitro: | Umbach |

|                                        |           |  |
| Mihajlović 6’ Strunz 55’ Grahammer 68’ | Marcatori |  |

### Coppa di Germania
| Arbitro: | Strigel |

|  |           |                 |
|  | Marcatori | 34’ Augenthaler |

| Arbitro: | Werner |

|               |           |  |
| Kögl 28’, 80’ | Marcatori |  |

| Arbitro: | Dellwing |

|                              |           |  |
| Walter 43’, 77’ Hartmann 64’ | Marcatori |  |

### Supercoppa di Germania
| Arbitro: | Dellwing |

|                                           |           |                                          |
| McInally 21’ Grahammer 42’ Mihajlović 66’ | Marcatori | 40’, 56’ Breitzke 64’ Wegmann 88’ Möller |

### Coppa dei Campioni
| Arbitro: | D'Elia |

|                    |           |                                          |
| Walters 26’ (rig.) | Marcatori | 28’ Kögl 46’ (rig.) Thon 66’ Augenthaler |

| Monaco di Baviera 27 settembre 1989 Primo turno | Bayern Monaco | 0 – 0 referto | Rangers | Stadio Olimpico (43 000 spett.)\| Arbitro: \| Fredriksson \| |
| Arbitro:                                        | Fredriksson   |               |         |                                                              |

| Arbitro: | Philippi |

|                                     |           |           |
| Kögl 16’ (rig.) Mihajlović 24’, 64’ | Marcatori | 30’ Minga |

| Arbitro: | Krchňák |

|  |           |                                      |
|  | Marcatori | 45’ Strunz 47’ Grahammer 89’ Dorfner |

| Arbitro: | van Langenhove |

|                             |           |             |
| Wohlfarth 75’ Grahammer 85’ | Marcatori | 77’ Povlsen |

| Arbitro: | Kohl |

|  |           |                   |
|  | Marcatori | 90’ (aut.) Gerets |

| Arbitro: | Karlsson |

|                       |           |  |
| van Basten 77’ (rig.) | Marcatori |  |

| Arbitro: | Aladrén |

|                          |           |                |
| Strunz 60’ McInally 108’ | Marcatori | 100’ Borgonovo |

## Statistiche

### Statistiche di squadra
| Competizione           | Punti | In casa | In casa | In casa | In casa | In casa | In casa | In trasferta | In trasferta | In trasferta | In trasferta | In trasferta | In trasferta | Totale | Totale | Totale | Totale | Totale | Totale | DR  |
| Competizione           | Punti | G       | V       | N       | P       | Gf      | Gs      | G            | V            | N            | P            | Gf           | Gs           | G      | V      | N      | P      | Gf     | Gs     | DR  |
| ---------------------- | ----- | ------- | ------- | ------- | ------- | ------- | ------- | ------------ | ------------ | ------------ | ------------ | ------------ | ------------ | ------ | ------ | ------ | ------ | ------ | ------ | --- |
| Bundesliga             | 49    | 17      | 14      | 2       | 1       | 41      | 8       | 17           | 5            | 9            | 3            | 23           | 20           | 34     | 19     | 11     | 4      | 64     | 28     | +36 |
| Coppa di Germania      | -     | 1       | 1       | 0       | 0       | 2       | 0       | 2            | 1            | 0            | 1            | 1            | 3            | 3      | 2      | 0      | 1      | 3      | 3      | 0   |
| Supercoppa di Germania | -     | 1       | 0       | 0       | 1       | 3       | 4       | 0            | 0            | 0            | 0            | 0            | 0            | 1      | 0      | 0      | 1      | 3      | 4      | -1  |
| Coppa dei Campioni     | -     | 4       | 3       | 1       | 0       | 7       | 3       | 4            | 3            | 0            | 1            | 7            | 2            | 8      | 6      | 1      | 1      | 14     | 5      | +9  |
| Totale                 | 49    | 23      | 18      | 3       | 2       | 53      | 15      | 23           | 9            | 9            | 5            | 31           | 25           | 46     | 27     | 12     | 7      | 84     | 40     | +44 |

### Andamento in campionato
| Giornata  | 1 | 2 | 3 | 4 | 5 | 6 | 7 | 8 | 9 | 10 | 11 | 12 | 13 | 14 | 15 | 16 | 17 | 18 | 19 | 20 | 21 | 22 | 23 | 24 | 25 | 26 | 27 | 28 | 29 | 30 | 31 | 32 | 33 | 34 |
| --------- | - | - | - | - | - | - | - | - | - | -- | -- | -- | -- | -- | -- | -- | -- | -- | -- | -- | -- | -- | -- | -- | -- | -- | -- | -- | -- | -- | -- | -- | -- | -- |
| Luogo     | C | T | C | T | C | T | C | T | C | T  | C  | T  | T  | C  | T  | C  | T  | T  | C  | T  | C  | T  | C  | T  | C  | T  | C  | T  | C  | C  | T  | C  | T  | C  |
| Risultato | V | N | V | N | V | P | V | V | V | P  | V  | N  | V  | P  | V  | N  | N  | P  | V  | V  | V  | N  | V  | V  | V  | N  | V  | N  | V  | N  | N  | V  | N  | V  |
| Posizione | 4 | 5 | 4 | 3 | 2 | 2 | 1 | 1 | 1 | 1  | 1  | 2  | 1  | 2  | 1  | 2  | 1  | 3  | 2  | 1  | 1  | 1  | 1  | 1  | 1  | 1  | 1  | 1  | 1  | 1  | 1  | 1  | 1  | 1  |

Legenda:

Luogo: C = Casa; T = Trasferta. Risultato: V = Vittoria; N = Pareggio; P = Sconfitta.

### Statistiche dei giocatori
!! colspan="4" | Totale

| Giocatore      | Bundesliga | Bundesliga | Bundesliga  | Bundesliga | Coppa di Germania | Coppa di Germania | Coppa di Germania | Coppa di Germania | Supercoppa di Germania | Supercoppa di Germania | Supercoppa di Germania | Supercoppa di Germania | Coppa dei Campioni K. Augenthaler | Coppa dei Campioni K. Augenthaler | Coppa dei Campioni K. Augenthaler | Coppa dei Campioni K. Augenthaler | 24       | 1    | 4           | 0          | 2 | 1 | 2 | 0 | 1 | 0 | 0 | 0 | 8 | 1 | 1 | 0 | 35 | 3 | 7 | 0 |
| Giocatore      | Presenze   | Reti       | Ammonizioni | Espulsioni | Presenze          | Reti              | Ammonizioni       | Espulsioni        | Presenze               | Reti                   | Ammonizioni            | Espulsioni             | Presenze                          | Reti                              | Ammonizioni                       | Espulsioni                        | Presenze | Reti | Ammonizioni | Espulsioni |   |   |   |   |   |   |   |   |   |   |   |   |    |   |   |   |
| R. Aumann      | 33         | 0          | 1           | 0          | 3                 | 0                 | 0                 | 0                 | 1                      | 0                      | 0                      | 0                      | 7                                 | 0                                 | 0                                 | 0                                 | 44       | 0    | 1           | 0          |   |   |   |   |   |   |   |   |   |   |   |   |    |   |   |   |
| M. Bender      | 20         | 2          | 1           | 0          | 1                 | 0                 | 0                 | 0                 | 0                      | 0                      | 0                      | 0                      | 5                                 | 0                                 | 0                                 | 0                                 | 26       | 2    | 1           | 0          |   |   |   |   |   |   |   |   |   |   |   |   |    |   |   |   |
| H. Dorfner     | 29         | 5          | 4           | 0          | 2                 | 0                 | 0                 | 0                 | 1                      | 0                      | 0                      | 0                      | 6                                 | 1                                 | 1                                 | 0                                 | 38       | 6    | 5           | 0          |   |   |   |   |   |   |   |   |   |   |   |   |    |   |   |   |
| H. Flick       | 22         | 1          | 3           | 0          | 1                 | 0                 | 0                 | 0                 | 1                      | 0                      | 0                      | 0                      | 2                                 | 0                                 | 0                                 | 0                                 | 26       | 1    | 3           | 0          |   |   |   |   |   |   |   |   |   |   |   |   |    |   |   |   |
| R. Grahammer   | 28         | 1          | 8           | 0          | 3                 | 0                 | 2                 | 0                 | 1                      | 1                      | 0                      | 0                      | 7                                 | 2                                 | 2                                 | 0                                 | 39       | 4    | 12          | 0          |   |   |   |   |   |   |   |   |   |   |   |   |    |   |   |   |
| E. Johnsen     | 8          | 0          | 1           | 0          | 0                 | 0                 | 0                 | 0                 | 0                      | 0                      | 0                      | 0                      | 2                                 | 0                                 | 0                                 | 0                                 | 10       | 0    | 1           | 0          |   |   |   |   |   |   |   |   |   |   |   |   |    |   |   |   |
| T. Kastenmaier | 9          | 1          | 0           | 0          | 2                 | 0                 | 0                 | 0                 | 0                      | 0                      | 0                      | 0                      | 3                                 | 0                                 | 0                                 | 0                                 | 14       | 1    | 0           | 0          |   |   |   |   |   |   |   |   |   |   |   |   |    |   |   |   |
| J. Kohler      | 26         | 2          | 3           | 0          | 2                 | 0                 | 1                 | 0                 | 1                      | 0                      | 0                      | 0                      | 6                                 | 0                                 | 0                                 | 0                                 | 35       | 2    | 4           | 0          |   |   |   |   |   |   |   |   |   |   |   |   |    |   |   |   |
| L. Kögl        | 25         | 4          | 1           | 0          | 3                 | 2                 | 0                 | 0                 | 1                      | 0                      | 0                      | 0                      | 7                                 | 2                                 | 0                                 | 0                                 | 36       | 8    | 1           | 0          |   |   |   |   |   |   |   |   |   |   |   |   |    |   |   |   |
| A. McInally    | 31         | 10         | 3           | 0          | 3                 | 0                 | 0                 | 0                 | 1                      | 1                      | 0                      | 0                      | 8                                 | 1                                 | 0                                 | 0                                 | 43       | 12   | 3           | 0          |   |   |   |   |   |   |   |   |   |   |   |   |    |   |   |   |
| R. Mihajlović  | 25         | 4          | 0           | 0          | 3                 | 0                 | 0                 | 0                 | 1                      | 1                      | 0                      | 0                      | 4                                 | 2                                 | 0                                 | 0                                 | 33       | 7    | 0           | 0          |   |   |   |   |   |   |   |   |   |   |   |   |    |   |   |   |
| H. Pflügler    | 33         | 3          | 2           | 0          | 3                 | 0                 | 1                 | 0                 | 1                      | 0                      | 0                      | 0                      | 8                                 | 0                                 | 1                                 | 0                                 | 45       | 3    | 4           | 0          |   |   |   |   |   |   |   |   |   |   |   |   |    |   |   |   |
| S. Reuter      | 33         | 0          | 6           | 0          | 3                 | 0                 | 1                 | 0                 | 1                      | 0                      | 0                      | 0                      | 8                                 | 0                                 | 0                                 | 0                                 | 45       | 0    | 7           | 0          |   |   |   |   |   |   |   |   |   |   |   |   |    |   |   |   |
| S. Scheuer     | 1          | 0          | 0           | 0          | 0                 | 0                 | 0                 | 0                 | 0                      | 0                      | 0                      | 0                      | 1                                 | 0                                 | 0                                 | 0                                 | 2        | 0    | 0           | 0          |   |   |   |   |   |   |   |   |   |   |   |   |    |   |   |   |
| M. Schwabl     | 25         | 3          | 1           | 0          | 2                 | 0                 | 0                 | 0                 | 0                      | 0                      | 0                      | 0                      | 4                                 | 0                                 | 0                                 | 0                                 | 31       | 3    | 1           | 0          |   |   |   |   |   |   |   |   |   |   |   |   |    |   |   |   |
| T. Strunz      | 20         | 5          | 4           | 0          | 2                 | 0                 | 0                 | 0                 | 0                      | 0                      | 0                      | 0                      | 6                                 | 2                                 | 0                                 | 0                                 | 28       | 7    | 4           | 0          |   |   |   |   |   |   |   |   |   |   |   |   |    |   |   |   |
| O. Thon        | 20         | 8          | 2           | 0          | 2                 | 0                 | 0                 | 0                 | 1                      | 0                      | 0                      | 0                      | 4                                 | 1                                 | 0                                 | 0                                 | 27       | 9    | 2           | 0          |   |   |   |   |   |   |   |   |   |   |   |   |    |   |   |   |
| R. Wohlfarth   | 24         | 13         | 1           | 0          | 2                 | 0                 | 0                 | 0                 | 0                      | 0                      | 0                      | 0                      | 6                                 | 1                                 | 1                                 | 0                                 | 32       | 14   | 2           | 0          |   |   |   |   |   |   |   |   |   |   |   |   |    |   |   |   |